# 3144 Brosche
3144 Brosche este un asteroid din centura principală, descoperit pe 10 octombrie 1931 de Karl Reinmuth.